# Muzeum Regionalne w Cedyni
Muzeum Regionalne w Cedyni – muzeum z siedzibą w Cedyni. Placówka jest miejską jednostką organizacyjną, działającą w strukturach Cedyńskiego Ośrodka Kultury i Sportu. Jego siedzibą jest parter kamienicy pochodzącej z połowy XIX wieku, położonej przy placu Wolności.
Muzeum powstało w ramach obchodów Tysiąclecia Państwa Polskiego (1966), a w rok później nadano mu statut i aktualną nazwę.
Aktualnie w muzeum prezentowana jest wystawa stała pt. „Z dziejów Cedyni i okolic”. Składają się na nią eksponaty archeologiczne, pochodzące z wykopalisk prowadzonych na terenie cedyńskiego grodziska, podgrodzia i cmentarzyska przez Muzeum Narodowe w Szczecinie (lata 1958–1959, 1961 oraz 1967–1985) oraz muzeum w Cedyni (lata 1967–1985). Najstarsze eksponaty pochodzą z okresu 12 tys. lat p.n.e. (szczątki mamuta i jelenia olbrzymiego), późniejsze – z epoki kamienia, brązu i żelaza (naczynia, elementy ubiorów, części broni, przedmioty codziennego użytku, wyposażenie grobów). Osobne ekspozycje poświęcone są m.in. bitwie pod Cedynią oraz forsowaniu Odry w kwietniu 1945 roku. W ramach tych wystaw prezentowane są plansze, ukazujące przebieg walk oraz liczne militaria. W ramach zwiedzania placówka udostępnia również wieżę widokową, pochodzącą z 1895 roku (ul. Kościuszki). Muzeum jest obiektem całorocznym, czynnym z wyjątkiem poniedziałków. Wstęp jest płatny.